# Angoulins
Angoulins település Franciaországban, Charente-Maritime megyében. Lakosainak száma 4147 fő (2022. január 1.). Angoulins Aytré, Châtelaillon-Plage, La Jarne és Salles-sur-Mer községekkel határos.

## Népesség
A település népességének változása:
| Lakosok száma | 2126 | 2441 | 2908 | 3701 | 3795 | 3878 | 3940 | 4050 | 4063 | 4147 |
|               | 1968 | 1982 | 1990 | 2006 | 2013 | 2015 | 2017 | 2019 | 2020 | 2022 |